# 石馬谷古墳
石馬谷古墳（いしうまだにこふん、小枝山5号墳）は、鳥取県米子市淀江町福岡にある古墳。形状は前方後円墳。向山古墳群（うち小枝山古墳群）を構成する古墳の1つ。国の史跡に指定され（史跡「向山古墳群」のうち）、出土の石馬は国の重要文化財に指定されている。
本州では唯一となる石人石馬の出土で知られる。

## 概要
鳥取県西部、淀江平野東部の小枝山丘陵の山腹斜面に築造された古墳である。1989年（平成元年）に試掘調査が実施されている。
墳形は前方後円形で、前方部を南西方に向ける。墳丘は2段築成。墳丘長は61.2メートルを測る。墳丘表面では葺石のほか、円筒埴輪（朝顔形埴輪含む）・形象埴輪（人物形・盾形埴輪）が検出されている。埋葬施設は明らかでない。埴輪以外の出土品としては石馬・須恵器があり、特に石馬は本州では唯一の出土例として注目される。築造時期は古墳時代後期の6世紀中葉頃と推定される。
古墳域は1999年（平成11年）に国の史跡に指定され（史跡「向山古墳群」のうち）、石馬は1959年（昭和34年）に国の重要文化財に指定されている。

## 遺跡歴
- 1902年（明治35年）、坪井正五郎が天神垣神社の石馬を確認[1]。
- 大正年間（1912-1926年）、前方部付近で石製品を採集。天神垣神社の石馬が本古墳の出土品と確認[1][2]。
- 1959年（昭和34年）12月18日、石馬が国の重要文化財に指定[6]。
- 1989年（平成元年）、試掘調査（淀江町教育委員会、1990年に報告書刊行）[3]。
- 1999年（平成11年）7月13日、国の史跡に指定（史跡「向山古墳群」のうち）[5]。

## 墳丘
墳丘の規模は次の通り。
- 墳丘長：61.2メートル
- 後円部 直径：34.5メートル
- 後円部 高さ：5メートル

淀江地域では向山4号墳（64.5メートル）に次ぐ第2位の規模になる。

## 出土品

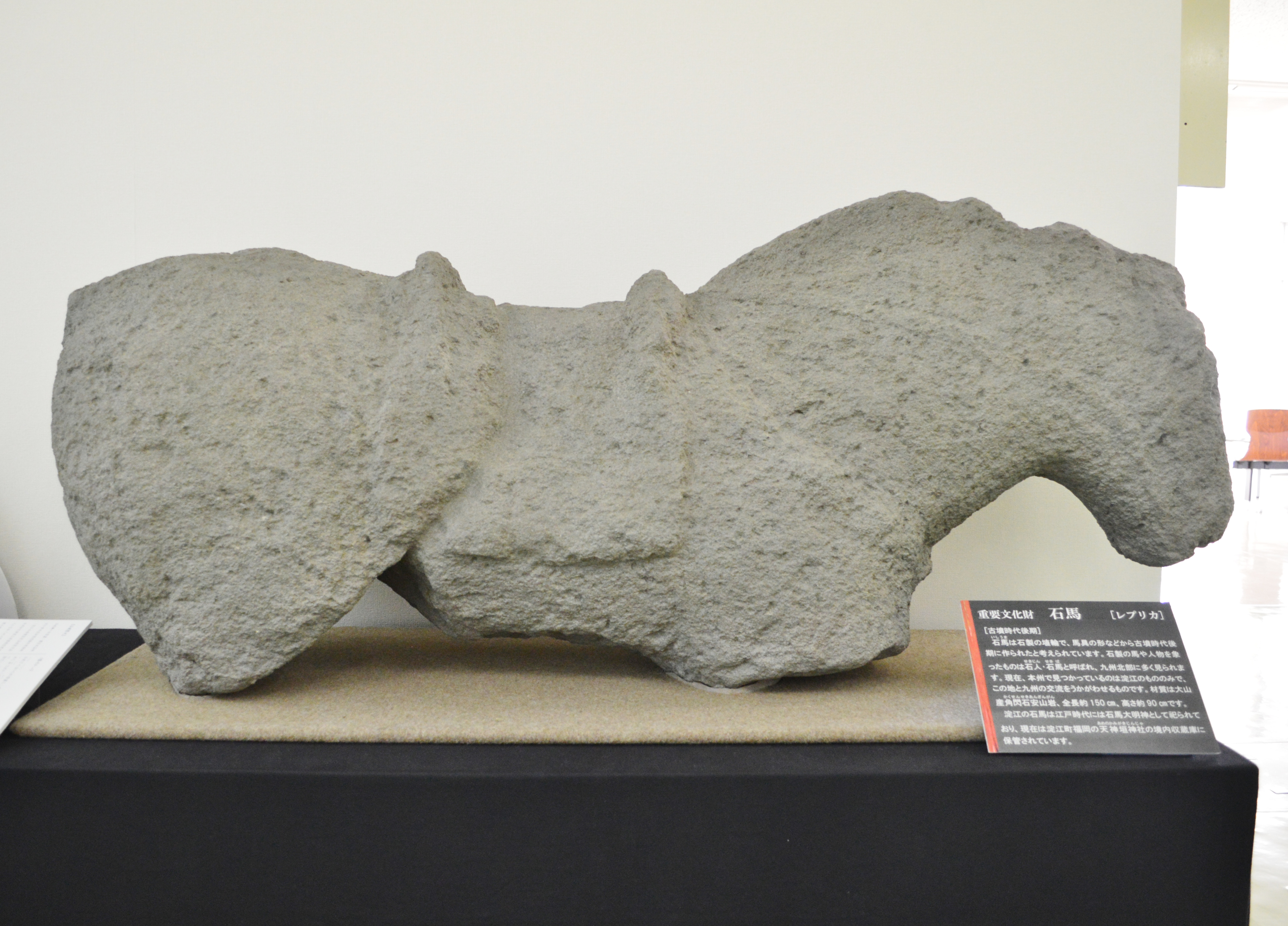
石馬（複製）上淀白鳳の丘展示館展示。原品は国の重要文化財。

石馬谷古墳からの出土品としては石馬が知られる。石製の埴輪で、こうした石製品は一般に「石人石馬」と総称される。石材は大山産の角閃石安山岩で、全長約150センチメートル・高さ約90センチメートルを測る。前脚を欠くが、表面には馬具（轡・手綱・鞍など）が表現される。また全体的に赤く塗られていたと推定される。
石人石馬は岩戸山古墳（福岡県八女市）など九州地方北部で多数が確認されているが、本州では本古墳例のみになる点で注目される。九州地方北部の例は阿蘇溶結凝灰岩製である一方で本古墳例は地元石材であるが、山陰地方と九州地方との交流を示す資料とされる。
この石馬は江戸時代には「石馬大明神」として祀られており、1902年（明治35年）に坪井正五郎が存在を確認し、大正年間（1912-1926年）に前方部付近で同種の石製品片が採集されたことで石馬谷古墳の出土品と推定されている。1959年（昭和34年）に国の重要文化財に指定され、現在は天神垣神社収蔵庫で保管されている。

## 文化財

### 重要文化財（国指定）
- 石馬 旧鳥取県西伯郡淀江町大字福岡字坪根垣所在（考古資料） - 所有者は天神垣神社。1959年（昭和34年）12月18日指定[6][8][9]。

## 関連文献
（記事執筆に使用していない関連文献）
- 『向山古墳群 -向山古墳群・瓶山古墳群・石馬谷古墳の調査-（淀江町埋蔵文化財発掘調査報告書第17集）』淀江町教育委員会、1990年。